# Trpimir (hrvaški knez)
Trpimir oziroma Trpimir I. (v virih je njegovo latinizirano ime sklanjano kot Tripimero, Tripemero ali kot Trepimiro), * ?, † 864, je bil knez (ban?) med Slovani v Dalmaciji in obenem frankovski vazal. Trpimir je na prestolu nasledil kneza Mislava. Iz njegove dinastije izvira več hrvaških vladarjev, ki jih po njem imenujemo Trpimirovići. Slovanska država v Dalmaciji se je v njegovem času zelo okrepila, neki listinski ponaredek pa Trpimirja že omenja kot vladarja Hrvaške. 

## Trpimirjeva vladavina
Tudi Trpimir je na oblast prišel tako, da ga je izvolilo ljudstvo, potrdil pa ga je frankovski cesar. V času Trpimirjeve vladavine je na njegovem dvoru živel prebegli saški benediktanec Gotschalk, ki je na Hrvaško prebegnil iz dežele Frankov, kjer je bil preganjan zaradi svojih teoloških nazorov o predestinaciji, in po Gotschalku so se ohranili zapisi o Trpimirjevi vladavini, npr. podatki o napadu na eno od obmorskih mest. Včasu, ko je Trpimir zavladal na Hrvaškem, so bili zlasti Bizantinci, a tudi Benečeni  izpostavljeni močnim napadom muslimanskih Saracenov, zaradi česar prostora v Jadranskem morju ni obvladovala nobena večja sila. V teh razmerah je lahko ponovno porasla moč Neretljanskih gusarjev, po izvoru verjetno srbskega ljudstva, ki pa je bilo kot kaže že tedaj tesno povezano s Hrvati. Okrepili so se tudi sami Hrvati: Trpimir je bil edini hrvaški vladar, ki mu je uspelo premagati dalmatinska obalna mesta. Proti Bizancu je bil Trpimir povsem neodvisen, kot frankovski vazal pa je doživel tudi napad bolgarskega kana Borisa I. Mihaela, a ga je Trpimir uspel premagati. Trpimirjeva moč je morda izvirala predvsem iz zunanjih razmer: če gre verjeti ponarejeni cerkveni listini z umišljenim datumom 04.03.852, ki jo imenujemo Trpimirjeva darovnica, potem hrvaški vladar tedaj sploh ni imel velikih finančnih sredstev.

## Pojavljanje vladarskega naslova in hrvaškega etničnega imena
Na začetku njegove vladavine je Trpimirja Gotschalk nazival z naslovom kralj Slovanov (rex Sclavorum), napis iz cerkvene oltarne pregrade, nastal sredi 9. stoletja, pa Trpimirja omenja kot kneza (dux), ko omeni besede Pro duce Trepim(ero). Trpimir je bil prvi hrvaški vladar, ki je bil omenjen v Čedajskem evangelariju. Zapisovalci evangelarija so mu dodali naziv dominus (Domno Tripimero), s čimer so hoteli pokazati na razliko v pomembnosti med običajnimi slovanskimi knezi in uglednim veljakom Trpimirjem. Ta dominus je primerljiv s položajem kralja (rex) po Gotschalku in po ponarejeni Trpimirjevi darovnici. V tem ponaredku iz kasnejšega časa se v povezavi s Trpimirjevo oblastjo pojavi besedna zveza regnum Chroatorum. V tistem času so se na frankovskem območju pojavili trije tipi regna; prvi tip označuje celoten frankovski imperij, drugi tip označuje frankovsko podkraljestvo (npr. Regnum Francorum orientalium), tretji tip pa politično in regionalno entiteto, ki so ji ime izbrali lokalni prebivalci; prvima dvema tipoma regna so vladali kralji (rex), tretjemu tipu pa so lahko vladali kraljevi sinovi (s titulo kralja ali brez nje) ali celo princi, ki niso bili iz kraljeve družine. Trpimir bi kot frankovski vazal torej lahko bil takšen vladar, saj le nekoliko kasneje svoj regnum dobita tudi Arnulf Koroški v Karantanskem regnumu in Braslav v Panoniji. Toda po drugi strani Gotschalk poroča, da se podložniki na Trpimirja obračajo z nazivom regnum, kar prej pomeni prevzemanje bizantinskega običaja, da se vladar poistoveti z vladanjem. Poleg tega bi bil lahko Trpimir v kasnejšem delu vladavine od Frankov že povsem neodvisen. Tako npr. nudi pribežališče zahodnjakom iz frankovskih dežel, zaustavi napadalne Bolgare in zmaguje nad bizantinsko Dalmacijo Trpimir je poleg tega v sporu med Ninsko in Splitsko škofijo izbral Ninsko škofijo, s tem pa se je boril za nastanek lastne cerkve in lastnega škofa. Etnična oznaka Hrvat se sicer nahaja v ponarejeni listini- Trpimirjevi darovnici. Po drugi strani bolgarski napad na Trpimirjeve Slovane Konstantin Porfirogenet za nazaj obravnava kot napad na Hrvate. Trpimirjeva darovnica in Čedajski evangelarij nekaterim pomenita dokaz, da se resnično že tedaj oblikuje hrvaška identiteta.

## Drugo
- Trpimir II.; v primeru, da se v kralju Trpimirju II. zgolj podvaja osebnost kneza Trpimirja, je Trpimir II. le izmišljeni vladar. Vprašanje povezav med knezom Trpimirjem, kraljem Trpimirjem II. in Porfirogenetovim arhontom Trpimirjem ostaja nedorečeno.